# Marian Cozma
Marian Cozma (8 de septiembre de 1982, Tei, Bucarest - 8 de febrero de 2009, Veszprém, Hungría) fue un jugador profesional de balonmano rumano que jugaba en la posición de pivote. Durante su carrera jugó en el Dinamo de Bucarest y en el Veszprém KC, aparte de ser un miembro habitual de la selección de balonmano de Rumania, con la que jugó 60 partidos, anotando 115 goles.
Renunció a participar más veces con la selección rumana, por las pocas oportunidades que se le brindaron en el Mundial de 2009 en Croacia. Incluso se especuló con la intención de obtener el pasaporte húngaro, para poder jugar con Hungría en un futuro.
Cozma fue asesinado el 8 de febrero de 2009, cuando estaba en un bar de la ciudad húngara, y un grupo de 30 hombres le agredieron. La pelea continuó fuera del local y el jugador recibió una cuchillada en el corazón. Sus compañeros de equipo Ivan Pesic y Zarko Sesum, también estuvieron presentes defendiendo al rumano, aunque también tuvieron que ser hospitalizados después de recibir varias agresiones. Después de su fallecimiento, el Veszprém KC, le retiró su dorsal número 8.

## Equipos
- Dinamo Bucarest (2002-2006)
- Veszprém KC (2006-2009)

## Palmarés

### Dinamo Bucarest
- Liga de Rumania (2005)

### Veszprém KC
- Liga de Hungría (2008)
- Copa de Hungría (2007)
- Recopa de Europa (2008)
- Supercopa de Europa (2008)